# Chronicum Salernitanum
Chronicon Salernitanum o les Cròniques de Salern, és una crònica medieval del segle x sobre la història del Principat de Salern.
Va ser escrit entre el 974 i el 990, i encara que l'autor és anònim, hi ha indicis que orienten l'autoria a Radoaldo de Salern, abat de San Benedetto, segons la professora de la Universitat de Provença Huguette Taviani-Carozzi. Segons l'Enciclopèdia Catòlica, «té alguns esbossos de mèrit literari» i el «contingut és bo malgrat la falta de capacitat crítica, que desfigura l'obra».
El llenguatge utilitzat és un llatí que no es pot nomenar com bàrbar, tot i les moltes desviacions de la correcció morfològica i sintàctica, en part potser a causa d'errors en la tradició amanuense. Es menciona que Basili I el Macedoni havia enviat una carta enfadada a Lluís II d'Itàlia, recriminant-lo per haver usurpat el títol d'emperador continuant amb el problema dels dos emperadors.